# Григор'єв Леонід Маркович
Леонід Маркович Григор'єв (рос. Леонид Маркович Григорьев; нар. 22 березня 1947, Москва) — російський економіст, кандидат економічних наук, ординарний професор, керівник Департаменту світової економіки російського національного дослідного університету Вища школа економіки (рос. Высшая школа экономики; НИУ ВШЭ), завідувач кафедри світової економіки факультету світової економіки та політики Вищої школи економіки Головний радник керівника Аналітичного центру при Уряді Російської Федерації. Член Опікунської ради Всесвітнього фонду дикої природи (WWF-Russia). Один із засновників економіко-математичної школи на економічному факультеті Московського державного університету імені М. В. Ломоносова в 1967–1971 роках. Член групи «СИГМА» Колишній заступник міністра економіки РФ (1991) і голова Комітету з іноземних інвестицій при Міністерстві економіки РФ.

## Біографія
Народився Леонід Маркович у Москві 22 березня 1947 року. У 1968 році закінчив економічний факультет Московського державного університету імені Ломоносова. У 1968—1971 роках навчався в аспірантурі прі МДУ. У 1968—1969 роках член Ради Економіко-математичної школи (ЕМШ) при економічному факультеті МДУ; з 1969 року її голова.
З 1971 по 1991 роки працював в Інституту світової економіки і міжнародних відносин АН СРСР (ІСЕМВ), спочатку науковим співробітником, пізніше завідував сектором, відділом. У 1972 році захистив кандидатську дисертацію з економічних наук. У 1979 році навчався в Wharton Econometric Forecasting Associates у Філадельфії, США. У 1990 році був експертом у різних комісіях з економічних реформ при уряді СРСР. Брав участь у складанні програми «500 днів». У 1991 році завідував сектором приватизації в Інституті економічної політики.
У 1991–1992 роках — заступник Міністра економіки та фінансів РФ, Голова Комітету з іноземних інвестицій. У 1992–1997 роках був радником російського директорату Міжнародного банку реконструкції та розвитку (МБРР). З 1997 року чотири роки поспіль очолював «Бюро економічного аналізу». У 1999 році закінчив курс з управління людьми в Європейському інституті ділового управління (INCEAD) у Фонтенбло, Франція. З 1999 року член Ради із зовнішньої і оборонної політики Росії. У 1999–2006 роках член Комітету з політики розвитку Економічної і соціальної ради (ЕКОСОК) ООН. У 2001–2005 роках повернувся до Інституту світової економіки, працював провідним науковим співробітником. У 2002–2005 роках президент Асоціації незалежних центрів економічного аналізу. Завідувач лабораторії Інституту економічної політики (ІЕП) при Академії народного господарства. У 2004–2010 роках — президент Фонду «Інститут енергетики і фінансів». У 2005–2009 роках — Голова Правління Експертного інституту. У 2005–2011 роках обіймав посаду декана факультету менеджменту Міжнародного університету. З серпня 2011 року — професор, завідувач кафедри світової економіки, факультету світової економіки і світовий політики Вищої школи економіки. З березня 2013 року — головний радник керівника Аналітичного центру при Уряді Російської Федерації. З травня 2014 року — член Опікунської ради Всесвітнього фонду дикої природи (WWF-Russia).
У 1997–2001 роках робив щорічні Огляди Економічної політики в Російській Федерації. З 2002 року член науково-консультативної ради журналу «Росія в глобальній політиці». З 2013 року член редколегії журналу «ЕКО».
Одружений, має доньку.

## Наукові праці
Площина наукових інтересів Л. М. Григор'єва включає аналіз розвитку світової і російської економіки; ділові цикли, світову енергетику; вивчення інституту права власності, проблем корпоративного контролю та приватизації, дослідження проблем накопичення та приватної фінансової системи, а також проблеми соціальної структури, інтересів і поведінки середнього класу, еліт.
Григор'єв автор понад 300 наукових публікацій, учасник, керівник низки монографій і проектів. Основні наукові праці:
- Циклическое накопление капитала (на примере нефинансовых корпораций США). — М.: Наука, 1988. — 202 с. (рос.)
- Переход к рыночной экономике — программа «500 дней». — М., 1990. (рос.)
- Soviets Need a Unified Free Economy // New York Times, September 12, 1991. (рос.)
- Ulterior Property Rights / The Post-Soviet Economy. Ed. A. Ausland, Pinter, London, 1992. (англ.)
- Обзоры Экономической политики в России за 1997–1999, 2003 гг. (Бюро экономического анализа). / Ред. коллегия: А. З. Астапович, С. А. Васильев, Е. Е. Гавриленков, Л. М. Григорьев, Т. М. Малева. — М., 1997–2003. (рос.)
- Государственная политика развития отраслей информационных технологий. Инновационная экономика, под ред. А. А. Дынкина и Н. И. Ивановой. — М., ИМЭМО РАН, 2-е издание, «Наука», 2004. — С. 204—227.
- Самарская область: от индустриальной к постиндустриальной экономике. — М.: ТЕИС, 2006. (у співавторстві). (рос.)
- ГУАМ. Пятнадцать лет спустя. — М.: Регнум, 2007. (у співавторстві з М. Саліховим). (рос.)
- Коалиции для будущего. Стратегии развития России. — М.: РИО, 2007. (у співавторстві). (рос.)
- Стратегии социально-экономического развития России: воздействие кризиса: в 2 тт. — М.: ИНСОР, 2009. (у співавторстві). (рос.)
- Украина: раздвоение трансформации // Вопросы экономики. — № 3. — 2009. (у співавторстві з Саліховим і Агібаловим)
- Мировая экономика на перекрестке дорог: какой путь выбрать России? // «Вопросы экономики». — № 12. — 2009. (у співавторстві з Крюковим). (рос.)
- Экономика переходных процессов: в 2 тт. — М., 2010. (рос.)
- Россия XXI века: образ желаемого завтра. — М.: Экон-Информ, 2010. — 66 с. (у співавторстві). (рос.)
- Средний класс после кризиса. Экспресс анализ взглядов на политику и экономику. — М.: БЭА, Макс Пресс, 2010. (у співавторстві). (рос.)
- Страны Балтии: в поисках выхода из кризиса // «Вопросы экономики», № 4, 2010. (у співавторстві з Агібаловим). (рос.)
- Энергетическая безопасность США: объективная картина и национальный подход / «США в поисках ответов на вызовы 21 века». — М.: ИМЭМО РАН, 2010. (у співавторстві з Біловою й Кудріним). (рос.)
- Место и роль США в международной финансовой системе / «США в поисках ответов на вызовы 21 века». — М.: ИМЭМО РАН, 2010. (у співавторстві з М. Саліховим). (рос.)
- Средний класс — от учителя до менеджера // «Независимая газета», 27 березня 2012 року. (рос.)
- Хронология реформ. Экономические реформы конца XX в.: опыт и уроки новейшей истории // Мир России. — № 1. — 2012. (рос.)
- Спрос элит на право: «эффект трамвая» // «Вопросы экономики». — № 6. — 2012. (рос.)
- Экономические последствия уголовной репрессии в отношении предпринимателей // «Экономическая свобода и государство: друзья или враги». — СПБ: Леонтьевский центр, 2012. — С. 185–200. (у співавторстві з Кудріним). (рос.)
- Непоколебимое влияние // «Нефть России» № 9, 2012. — с. 30—36. (у співавторстві з Кудріним). (рос.)
- Запрос элит на верховенство права // «Верховенство права как фактор экономики» / Международная коллективная монография; под ред. Е. В. Новиковой, А. Г. Федотова, А. В. Розенцвайга, М. А. Субботина. — Москва: Мысль, 2013. — С. 44—60. (рос.)
- Сценарии развития и экономические институты // Экономическая политика. — 2013. — № 3. — С. 33-60. (рос.)
- Механизмы глобального регулирования: экономический анализ // Вопросы экономики. — 2013. — № 7. — С. 4—28. (у співавторстві з Кудріним). (рос.)
- Экономический рост и спрос на энергию // «Экономический журнал Высшей школы экономики». — 2013. — Том 17. —  № 3. (рос.)
- Структура социального неравенства современного мира: проблемы измерения // Социологический журнал. — № 3. — 2013. — С. 5—16. (рос.)
- L. Grigoryev, M. Hafner, S. Tagliapietra «The Role of the Russian federation in a globalizing gas market» // European Energy Journal. — vol. 3. — issue 4. — Oct. 2013. — P. 53-65. (англ.)
- L. Grigoryev, I. Makarov, A. Salmina «Domestic Debates on Climate in Russia» / Climate Change, Sustainable Development, and Human Security, Ed. Dhirendra K. Vajpeyi, Lexington Books, 2013, chap. 9. — pp. 249–280. (англ.)
- Экономическая динамика стран мира в 1992–2010 гг.: неравномерность роста // Вестник СПБУ, № 4, 2013. (у співавторстві з О. Паршиною). (рос.)
- Мировая экономика в начале XXI века / Под редакцией Л. М. Григорьева. — М.: «Директ-Медиа», 2013. — 928 с. (рос.)
- Karaganov S. A., Suslov D. V., Bordachev T. V., Makarov I. A., Grigoryev L. M. Russie 2013. Regards de l'Observatoire franco-russe. — P.: Le cherche midi, 2013. (фр.)
- Прогноз развития энергетики мира и России до 2040 г. — М.: ИНЭИ РАН, Аналитический центр, 2014. (у співавторстві). (рос.)
- Социально-экономический кризис на Украине: почему и что дальше / Россия в глобальной политике. — том 12. —  № 3. — 2014. — С. 60—70. (рос.)